# Aleucanitis medialba
Aleucanitis medialba är en fjärilsart som beskrevs av Edward P. Wiltshire 1961. Aleucanitis medialba ingår i släktet Aleucanitis och familjen nattflyn. Inga underarter finns listade i Catalogue of Life.